# Brno-Chrlice
Brno-Chrlice je městská část na jihu statutárního města Brna. Je tvořena městskou čtvrtí Chrlice (německy Chirlitz), původně samostatnou obcí, která byla k Brnu připojena v roce 1971. Její katastrální území má rozlohu 9,49 km². Samosprávná městská část vznikla 24. listopadu 1990. Žije zde přibližně 3 600 obyvatel.
Od roku 2005 má městská část Brno-Chrlice také vlastní vlajku. Pro účely senátních voleb je území městské části Brno-Chrlice zařazeno do volebního obvodu číslo 58.
V Chrlicích se také nachází několik viničních tratí (Krajina, Kopec, Kociánky, Vinohrady).

## Charakteristika
Chrlice mají v podstatě charakter velké vesnice, který je však narušen menším sídlištěm a především z jihu a západu dobře viditelnými vysokými zařízeními zdejšího průmyslového areálu. Mimo chrlický intravilán se rozkládají rozsáhlé plochy orné půdy, které vyplňují většinu chrlického katastru. Chrlice patří do oblasti T2 – nejsušší a nejteplejší oblasti Česka.

## Sousedící městské části a obce
Městská část Brno-Chrlice hraničí na severu s městskou částí Brno-Tuřany (Holásky a Tuřany). Další sousedící obce již náležejí do okresu Brno-venkov: na západě Modřice, na jihu Rebešovice a Otmarov, na východě Sokolnice.

## Název
Místní jméno Chrlici bylo odvozeno od osobního jména Chrla (jehož základem je buď sloveso chrliti - "házet" nebo přídavné jméno chrlý - "rychlý") a znamenalo "Chrlovi lidé". Německé jméno (v nejstarších dokladech Kirlitz) vzniklo z českého.

## Historický přehled
Na různých místech chrlického katastru je doloženo pravěké osídlení od 5. tisíciletí př. n. l. Významné nálezy byly odkryty při stavbě zemědělského sila nad vlakovým nádražím - kromě jiných pravěkých objektů bylo prozkoumáno keltské pohřebiště z 3. století př. n. l. a část germánské osady z 2.–3. století n. l.
Nejstarší písemná zmínka o Chrlicích pochází z roku 1320 (Kirlitz). Již v té době byly v majetku olomouckého biskupství, ves však byla rozdělena na léna, jejichž držitelé se v průběhu dalších staletí střídali. Koncem 16. století se Chrlice staly centrem biskupského panství. V roce 1787 vznikla na místě rozparcelovaného dvora, v těsné blízkosti Chrlic, vesnice Růžový, která byla mezi lety 1875 a 1949 samostatnou obcí.
K Brnu pak byly Chrlice (i s Růžovým) připojeny 26. listopadu 1971. Do 31. prosince 1975 byly samostatnou městskou částí Brna s vlastním místním národním výborem. Městská část se nejprve nazývala Brno XIV-Chrlice, od 1. května 1972 už jen Brno-Chrlice. Od 1. ledna 1976 do 23. listopadu 1990 pak byly Chrlice součástí městského obvodu Brno IV. Poté zde vznikla samosprávná městská část Brno-Chrlice.

## Obyvatelstvo
| 1869  | 1880  | 1890  | 1900  | 1910  | 1921  | 1930  | 1950  | 1961  | 1970  | 1980  | 1991  | 2001  | 2011  | 2021  |
| ----- | ----- | ----- | ----- | ----- | ----- | ----- | ----- | ----- | ----- | ----- | ----- | ----- | ----- | ----- |
| 1 135 | 1 328 | 1 534 | 1 608 | 1 694 | 1 814 | 2 314 | 2 382 | 2 647 | 2 565 | 3 121 | 3 110 | 3 176 | 3 722 | 3 613 |

## Doprava
Do Chrlic se lze nejrychleji dopravit vlakem linky S2 nebo R12, stanice Brno-Chrlice na trati 300 Přerov – Brno.
Dopravce Dopravní podnik města Brna zajišťuje autobusovou dopravu na lince č. 64 ve trase Chrlice – Maloměřice (Červený písek). Také zajišťuje linku číslo 78 ze zastávky Židenice, nádraží či z Modřic, Olympie. Dále noční linku číslo N95 ze zastávky Kamenný vrch přes Hlavní nádraží do smyčky Chrlice. Do Chrlic přijíždí ze směru Měnín (některé spoje jedou jen z/do Rajhradic) pravidelná autobusová linka IDS JMK číslo 509.
Západní částí chrlického katastru prochází západně od chrlické zástavby dálnice D2.

## Společenské organizace
V Chrlicích je velice mnoho různých společenských organizací. Např. Sbor dobrovolných hasičů, TJ Sokol, Vinařský spolek, Spolek pro zachování kulturních tradic, Klub žen, Fotbalový klub SK Chrlice, Automotoklub, Tenisový klub a mnoho dalších.

## Pamětihodnosti

### Zámek v Chrlicích

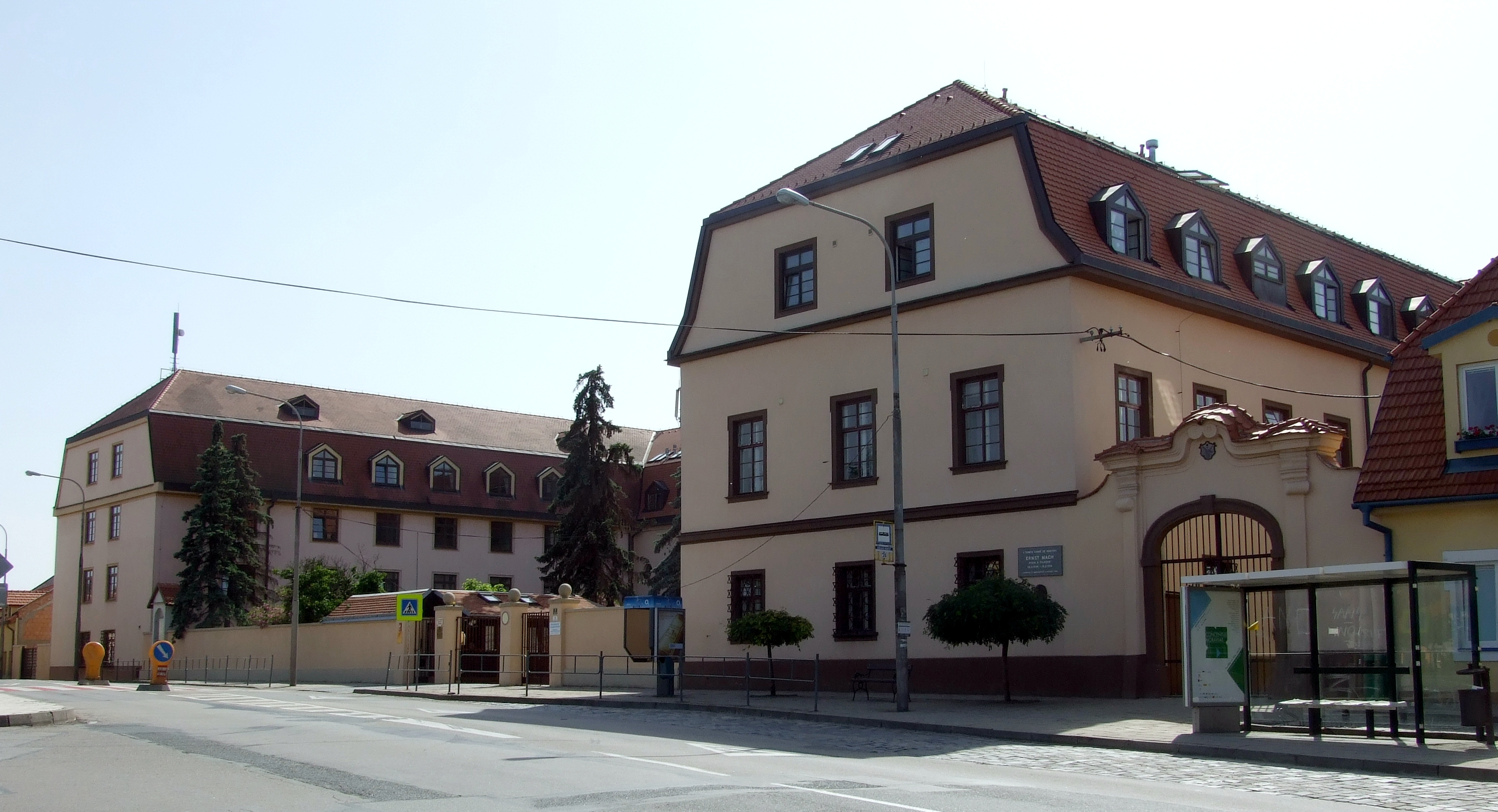
Chrlický zámek

V centru Chrlic, na náměstí, jehož bezprostřední okolí tvoří nejstarší část obce, se nachází budova bývalého zámku. Postaven byl koncem 18. století v barokním stylu podle projektu brněnského architekta Mořice Grimma na místě tvrze, která je připomínaná ještě v roce 1561. Od roku 1864 byl zámek majetkem brněnských biskupů, jimž sloužil především jako sídlo odpočinku. U zdi zámku stojí socha sv. Jana Nepomuckého z roku 1712. Zanedbanou nemovitost koupil koncem první světové války Spolek péče o slepé v zemi Moravskoslezské a zřídil v něm pracovní ústav slepců. V roce 1946 přešel ústav pod správu státu, péče o nevidomé postupně ustupovala do pozadí a charakter ústavu získal podobu domova důchodců. V současnosti, po přestavbě s nutnou modernizací realizované v letech 1996–2002 (jíž byl ovšem původní vzhled památky značně dotčen a změněn), je zámek opět sídlem Ústavu sociální péče pro zrakově postižené. Proto je památka včetně nevelkého parku běžné veřejnosti nepřístupná, většina zámeckého komplexu je však dobře viditelná z okolních veřejně přístupných prostranství. Nejstarší, původní část zámku se vstupem (branou) je otočena do Chrlického náměstí. Naproti zámku stojí hasičská zbrojnice s letopočtem 1892 na štítu; Sbor dobrovolných hasičů byl však v Chrlicích založen již o deset let dříve, roku 1882.

### Další stavby
Uprostřed náměstí stojí pomník obětem první světové války z roku 1924. Při silnici směrem na Modřice byl v roce 1968 vztyčen pomník Leopoldu Šromovi. V Chrlicích se dále nachází boží muka, historické kříže, kaplička, zvonice, biskupský erb – znak olomouckého biskupa Karla II. z Lichtenštejna, nádraží, opodál „perníková chaloupka“ (ve skutečnosti zahradní chatka) s Jeníčkem, Mařenkou i Ježibabou, a také viadukt vybudovaný při stavbě železniční trati v roce 1868.

## Významní rodáci a osobnosti
- Ernst Mach (1838–1916) – fyzik, filosof, zakladatel novopozitivismu, rektor Karlo-Ferdinandovy univerzity
- Leopold Šrom (1917–1968) – stíhací pilot, letecké eso ve druhé světové válce[11]
- Jan Broskva – učitel, správce školy, kronikář obce
- Felix Maria Davídek (1921–1988) – katolický kněz, tajně vysvěcený biskup a zakladatel rozsáhlého společenství podzemní církve Koinótés
- Josef Javora (1934–2002) – řeckokatolický kněz, člen rozsáhlého společenství podzemní církve Koinótés